# Kenya International 2019
Die Kenya International 2019 im Badminton fanden vom 28. Februar bis zum 2. März 2019 in Nairobi statt.

## Sieger und Platzierte
| Disziplin    | Gold                                    | Silber                    | Bronze                                      |
| ------------ | --------------------------------------- | ------------------------- | ------------------------------------------- |
| Herreneinzel | B. M. Rahul Bharadwaj                   | Aman Farogh Sanjay        | Siddharth Jakhar                            |
| Herreneinzel | B. M. Rahul Bharadwaj                   | Aman Farogh Sanjay        | Azmy Qowimuramadhoni                        |
| Dameneinzel  | Thet Htar Thuzar                        | Domou Amro                | Doha Hany                                   |
| Dameneinzel  | Thet Htar Thuzar                        | Domou Amro                | Hadia Hosny                                 |
| Herrendoppel | Koceila Mammeri Youcef Sabri Medel      | Aatish Lubah Georges Paul | Godwin Olofua Anuoluwapo Juwon Opeyori      |
| Herrendoppel | Koceila Mammeri Youcef Sabri Medel      | Aatish Lubah Georges Paul | Siddharth Jakhar Ahmed Salah                |
| Damendoppel  | Vytautė Fomkinaitė Gerda Voitechovskaja | Doha Hany Hadia Hosny     | Lorna Bodha Kobita Dookhee                  |
| Damendoppel  | Vytautė Fomkinaitė Gerda Voitechovskaja | Doha Hany Hadia Hosny     | Evelyn Siamupangila Ogar Siamupangila       |
| Mixed        | Bahaedeen Ahmad Alshannik Domou Amro    | Ahmed Salah Hadia Hosny   | Jean Bernard Bongout Jemimah Leung For Sang |
| Mixed        | Bahaedeen Ahmad Alshannik Domou Amro    | Ahmed Salah Hadia Hosny   | Koceila Mammeri Linda Mazri                 |